# Samson Chan
"Samson" Chan Kai Yiu (Canada, 5 december 1956) is een autocoureur uit Hongkong.

## Carrière
Chan begon zijn autosportcarrière in 1996 in de BPR Global GT Series, de latere FIA GT. In 2004 stapte hij over naar de Aziatische Formule Renault Challenge. Tussen 2008 en 2011 nam hij deel aan de Aziatische Porsche Carrera Cup, de GT Asia Series en de Malaysian Super Series. In het laatste kampioenschap eindigde hij in 2012 als tweede. Dat jaar maakte hij ook de overstap naar de Asian GT Series en won direct het kampioenschap. In 2014 stapte hij over naar de Asian Le Mans Series. Hij nam deel aan twee van de vier races op de Fuji Speedway en het Shanghai International Circuit en won ze allebei, samen met Mathias Beche en Kevin Tse in de eerste race en samen met Naoki Yokomizo en Tse in de tweede race. Hierdoor werd hij derde in het kampioenschap, achter Tse en Denis Lian.
In 2015 maakte Chan zijn debuut in de TCR Asia Series, waarin hij voor het team Roadstar Racing uitkwam in een Seat León Cup Racer. Hij behaalde één podiumplaats op het Marina Bay Street Circuit en werd achter Michael Choi, Rodolfo Ávila en Philippe Descombes vierde in het kampioenschap met 61 punten. Tevens maakte hij dat jaar ook zijn debuut in de TCR International Series voor Roadstar in een Seat León. Met een zestiende plaats op het Chang International Circuit als beste resultaat werd hij 56e in de eindstand.